# Kantora
Kantora é um distrito da Gâmbia.